# 저메인
저메인(영어: germane)은 메테인의 탄소를 저마늄으로 바꾼 화합물이다. 화학식은 GeH4이다.

## 발생
저메인은 목성의 대기에서 발견되었다.

## 합성
Na2GeO3 + NaBH4 + H2O → GeH4 + 2 NaOH + NaBO2